# Karl Obertüschen

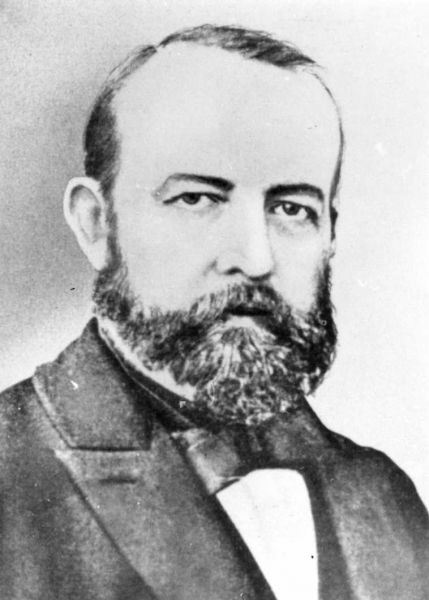
Karl Emil Obertüschen um 1860

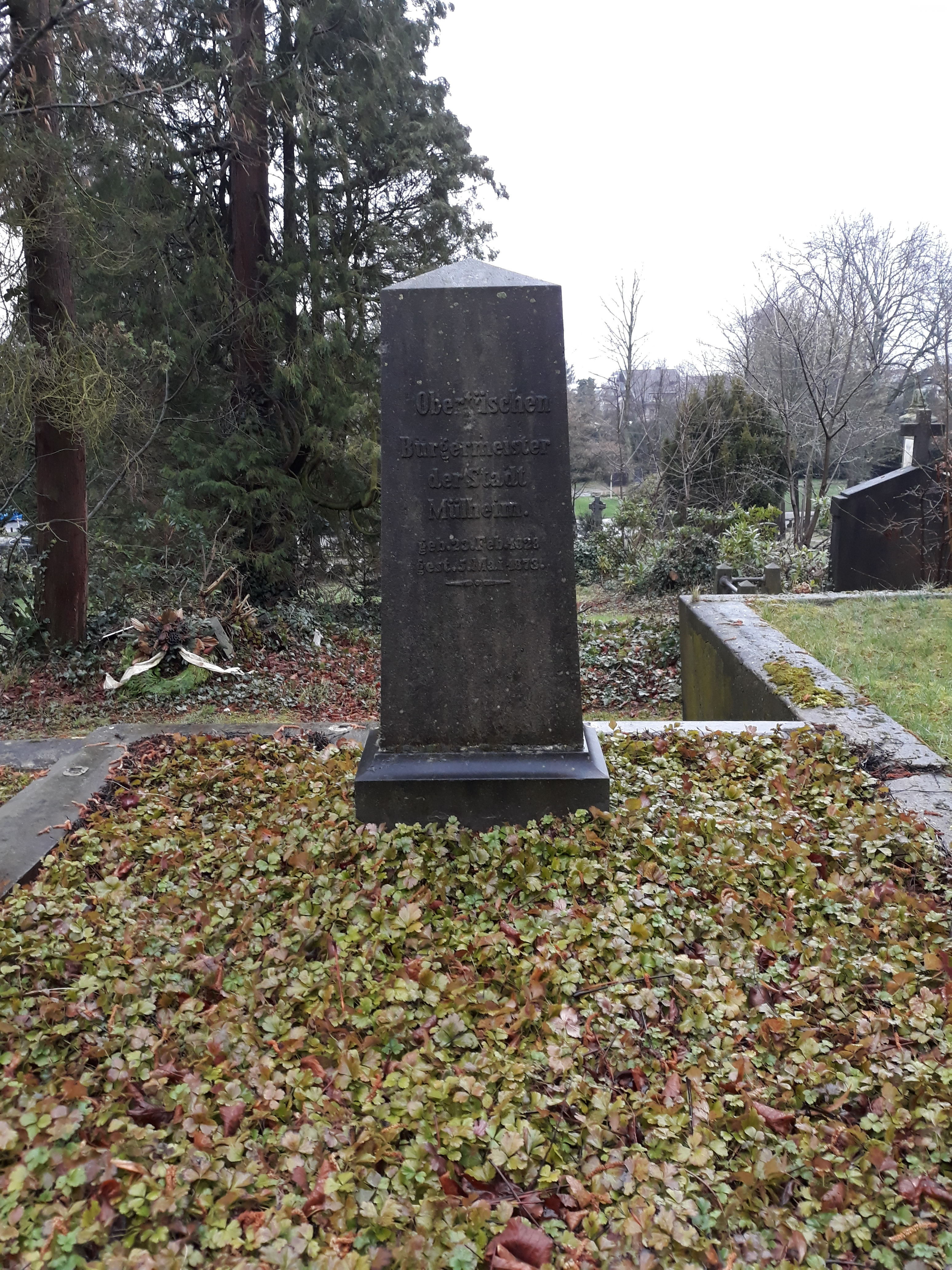
Das Grab von Karl Obertüschen auf dem Altstadtfriedhof in Mülheim an der Ruhr.

Karl Emil Obertüschen (* 23. Februar 1828 in Mülheim an der Ruhr; † 5. Mai 1873 ebenda) war ein deutscher Politiker und von 1857 bis 1873 Bürgermeister der Stadt Mülheim an der Ruhr.

## Leben
Er wurde als Sohn des Färbers und Winkeliers Johann Obertüschen und seiner Frau Sophie Pithan in Mülheim an der Ruhr geboren. Nach Schulbesuch und abgeschlossenem Studium der Rechtswissenschaft wurde er zum Gerichtsassessor ernannt und 1857 vom Rat der Stadt Mülheim zum Oberbürgermeister gewählt. Während seines Studiums wurde er 1847 Mitglied der Burschenschaft Arminia Bonn.
Nachdem seine Wahl von der preußischen Bezirksregierung bestätigt worden war, fanden am 19. Mai 1857, dem Vorabend seiner Amtseinführung, verschiedene feierliche Festessen zu seinen Ehren statt. Er besuchte alle Veranstaltungen der Reihe nach und sicherte sich somit einen ersten Sympathiebonus in der Mülheimer Bevölkerung.
In seine Amtszeit fallen sowohl die preußische Volkszählung (1861) als auch der Deutsch-Französische Krieg (1870–71). Bei letzterem zeichnete sich Obertüschen durch sein Engagement in zahlreichen Hilfsorganisationen aus. Er verstarb 1873 im Amt an einem Nierenleiden.